# Covington Parish Church

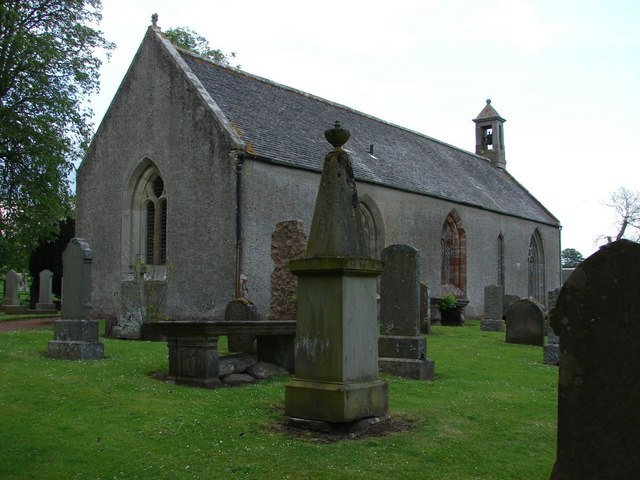
Covington Parish Church

Die Covington Parish Church, auch St Michael’s Church, ist ein ehemaliges Kirchengebäude der presbyterianischen Church of Scotland nahe der schottischen Ortschaft Thankerton in der Council Area South Lanarkshire. 1971 wurde das Bauwerk in die schottischen Denkmallisten in der höchsten Denkmalkategorie A aufgenommen.

## Geschichte
Zu Zeiten des schottischen Königs David I. (verstarb 1153) entstand eine Michaelskirche in der Gegend. Vermutlich befand sich diese am selben Standort. Die heutige Kirche entstand im Laufe des 15. Jahrhunderts und diente als Pfarrkirche der Gemeinde. Im Jahre 1659 wurden Umbaumaßnahmen durchgeführt. 1903 wurde das Gebäude renoviert. Mit der Fusion mehrere Kirchgemeinden wurde die Kirche obsolet und zwischenzeitlich zu Wohnraum umgenutzt.

## Beschreibung
Die Covington Parish Church liegt in der kleinen Siedlung Covington rund 1,5 km nördlich von Thankerton. Wenige hundert Meter östlich verläuft der Clyde. Es handelt sich um ein schlichtes längliches Gebäude mit Spitzbogenfenstern. Ein ursprüngliches Portal an der Nordwestseite wurde überarbeitet. Es trägt das Wappen des Clans Lindsay mit der Jahreszahl 1659. An der Südseite sind die ursprünglichen Fenster mit schlichten Maßwerken erhalten. Die Ostseite befindet sich großteils nicht mehr im Originalzustand. Vermutlich wurde dort ein Fenster eingelassen und eine Vortreppe hinzugefügt.